# Hello, Dolly! (musical)

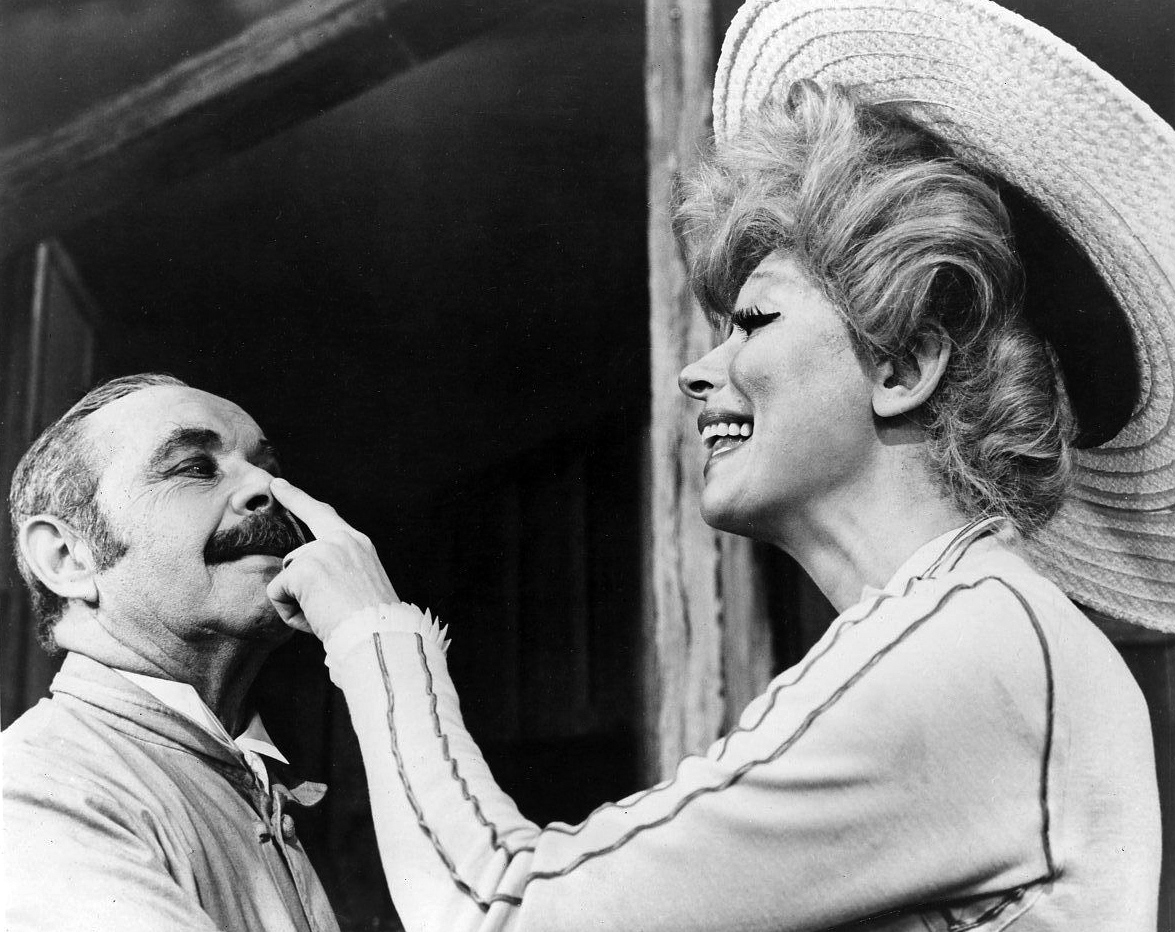
David Burns i Carol Channing al repartiment original de Broadway, 1964

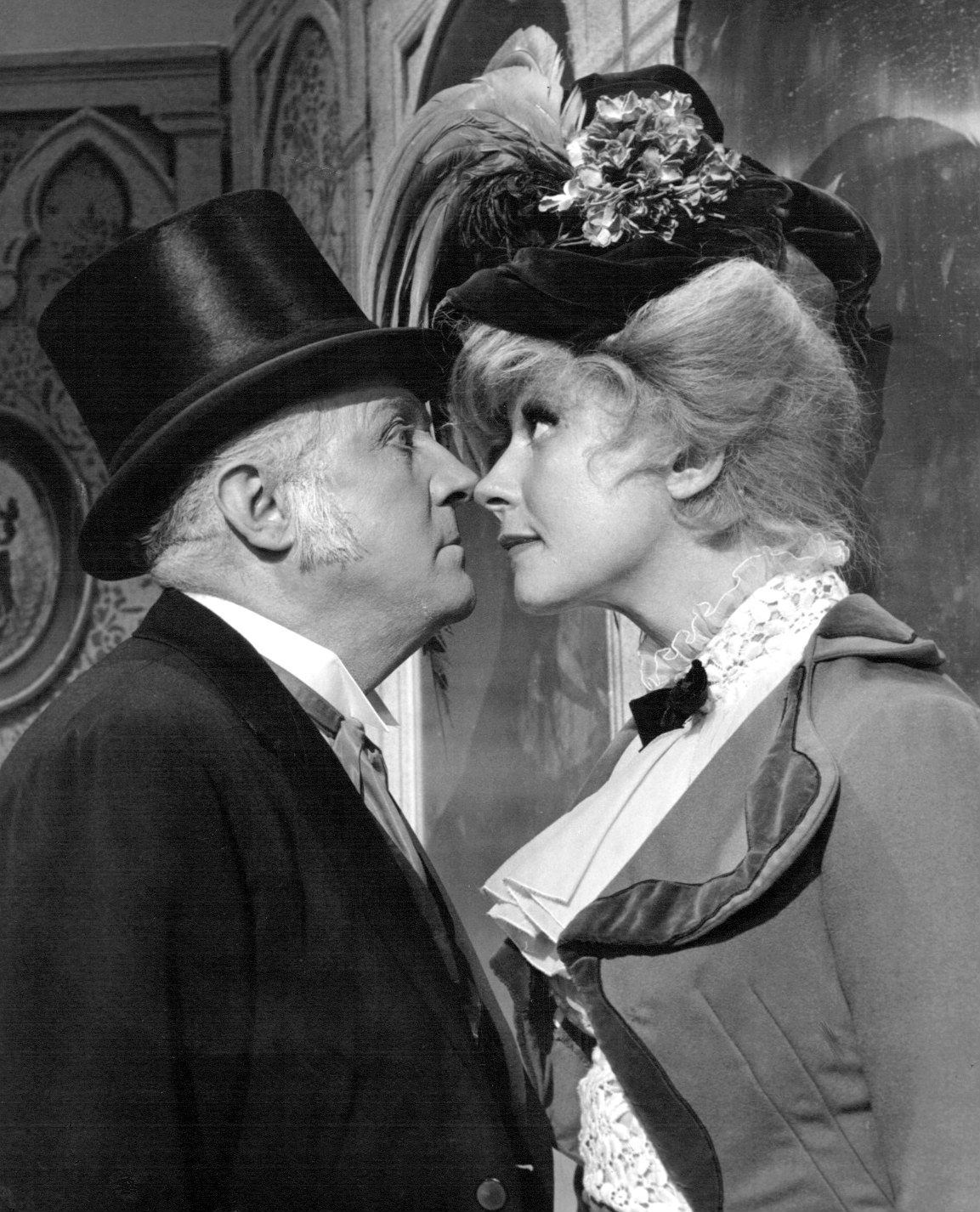
Carol Channing amb Milo Boulton com Horatio, 1966

Hello, Dolly! és un musical amb lletra i música de Jerry Herman i llibret de Michael Stewart, basat en la farsa de Thornton Wilder, The Merchant of Yonkers (1938), que el mateix Wilder revisà i retitulà com The Matchmaker el 1955.
Hello, Dolly! va ser produïda a Broadway per David Merrick el 1964, guanyant el Premi Tony al millor musical i 9 més. L'enregistrament del show va ser inclòs al Grammy Hall of Fame el 2002. El show ha esdevingut com un dels èxits de la història de Broadway, on s'han realitzat 3 revivals; a més de nombroses produccions internacionals. El 1969 va ser adaptada al cinema, sent nominada a 7 Oscars.

## Rerefons
L'argument de Hello, Dolly! va ser creat a una obra anglesa de 1835, A Day Well Spent. Wilder l'adaptà per a la seva farsa de 1938, The Merchant of Yonkers, que va ser un fracàs, el qual revisà, expandint el paper de Dolly, retitulant l'obra The Matchmaker com el 1955, protagonitzada per Ruth Gordon. The Matchmaker va ser tot un èxit, passant al cinema el 1958, protagonitzada per Shirley Booth. La història d'una vídua vivaratxa que es dedica a portar l'amor a diverses parelles i a ella mateixa en un restaurant d'una gran ciutat també apareixia al musical A Trip to Chinatown de 1891.
Encara que el paper de Dolly Levi al musical va ser escrit inicialment per a Ethel Merman, finalment es va fer enrere, igual que Mary Martin (encara que aquesta l'interpretaria posteriorment). Llavors, Merrick pensà en Nancy Walker, però finalment es contractà a Carol Channing, qui crearia el seu paper més recordat. El director Gower Champion no era la primera tria del productor, com Hal Prince i d'altres (entre ells Jerome Robbins i Joe Layton), que declinaren dirigir el musical.
Hello, Dolly! va rodar-se en diverses prèvies a Detroit i Washington, D.C. Després de rebre les crítiques, els creadors van realitzar diversos canvis al guió i a la partitura, incloent la cançó "Before the Parade Passes By." Inicialment el show es deia Dolly, A Damned Exasperating Woman, fins que Merrick va escoltar l'enregistrament de Louis Armstrong cantant la cançó Hello, Dolly!, i canvià el nom del show. Aquest esdevingué un dels èxits més notables de la dècada dels 60, representant-se en 2.844 funcions, apareixent breument a la llista de musicals més representats de la història de Broadway. És emblemàtic d'un gran paradigma de Broadway: el musical blockbuster. Durant la dècada dels 60, 10 musicals es representaren en més de 1000 funcions i 3 en més de 2.000; redefinint el terme "d'èxit" entre els musicals de Broadway.

## Sinopsi

### I Acte
A finals del segle xix, tota la ciutat de Nova York està excitada perquè la vídua Dolly Gallagher Levi està a la ciutat. ("Call On Dolly") Dolly es guanya la vida fent de matrimoniera, a més d'un munt de coses més, incloent classes de ball o de mandolina ("I Put My Hand In"). Actualment està buscant una esposa pel rondinaire Horace Vandergelder, un conegut milionari, però és clar que el que Dolly està intentant és casar-se ella mateixa amb Horace. Ambrose Kemper, vol casar-se amb Ermengarde, neboda d'Horace, però aquest es nega perquè la vocació artística d'Ambrose no és una garantia de vida. Ambrose demana ajut a Dolly, i viatgen a Yokers (Nova York) per visitar a Horace, on és un ciutadà preeminent i té un negoci de pinsos.
Horace explica als seus dos dependents, Cornelius Hackl i Barnaby Tucker, que està a punt de casar-se perquè cal una dona ("It Takes a Woman"). Planeja viatjar amb Dolly cap a Nova York per participar en la Desfilada del Carrer 14 i proposar matrimoni en la vídua Irene Molloy, qui té una botiga de barrets. Dolly arriba a Yonkerts i "accidentalment" diu que el primer marit d'Irene potser no va morir per causes naturals, a més de dir-li que coneix a una hereva, Ernestina Money, qui potser podria estar interessada en Horace. Horace marxa cap a Nova York i ordena a Cornelius i Barnaby que tinguin cura de la botiga.
Cornelius decideix que tant ell com Barnaby necessiten sortir de Yonkers. Aniran a Nova York, tindran un bon tiberi, es gastaran tots els diners, veuran la balena dissecada del Museu Barnum, gairebé seran detinguts i cadascun d'ells besarà una noia! Fan explotar unes llaunes de tomàquet per crear un mal olor temible per tancar la botiga. Dolly comenta que coneix dues noies a Nova York a les que podrien visitar: Irene Molloy i la seva ajudant de la botiga, Minnie Fay. Dolly diu a Ermengarde i a Ambrose que els presentarà a la competició de polka al Restaurant Harmonia Gardens de Nova York, i així Ambrose podrà mostrar la seva capacitat de ser un guanyador davant d'Horace. Cornelius, Barnaby, Ambrose, Ermengarde i Dolly es posen les seves millors gales ("Put on [their] Sunday Clothes") i agafen el tren cap a Nova York.
Irene i Minnie obren la seva botiga de barrets a la tarda. Irene vol un marit, però no estima a Horace Vandergelder, afirmant que es posaria un barret ben elaborat per impressionar un cavaller ("Ribbons Down My Back"). Cornelius i Barnaby arriben a la botiga i fen veure que són rics. Horace i Dolly arriben a la botiga, i Cornelius i Barnaby s'amaguen. Irene menciona sense adonar-se que coneix a Cornelius Hackl, i Dolly explica a tots que Cornelius és el dependent d'Horace durant el dia, però de nit és tot un playboy a Nova York, sent un de els Hackls. Minnie crida quan es troba a Cornelius amagat a l'armari. Horace està a punt d'obrir l'armari, però Dolly el distreu amb sentiments patriòtics ("Motherhood March"). Cornelius esternuda, i Horace marxa d'allà, descobrint que realment hi havia homes amagats a la botiga, encara que sense saber que són els seus empleats.
Dolly fa que Cornelius i Barnaby, que encara fan veure que són rics, portin les dames a sopar a l'Harmonia Gardens per arreglar la seva humiliació. Els ensenya a ballar ("Dancing"), i de cop i volta tots surten ballant pels carrers. Van tots junts a veure la Desfilada del Carrer 14. Tota sola, Dolly decideix posar a un costat al seu marit mort Ephram i seguir amb la vida abans que li hagi fugit ("Before the Parade Passes By"). Demana a Ephram que li deixi casar-se amb Horace, demanant-li que li faci un senyal. Dolly es reuneix amb Vandergelder, i el convenç perquè li doni una nova oportunitat. Li diu que Ernestina Money serà perfecte per a ell i li demana que es trobi amb ella aquell mateix vespre a l'Harmonia Gardens.

### II Acte
Cornelius està decidit a aconseguir un petó abans no s'acabi la nit, però Barnaby no n'està segur. Com que no tenen diners per a un carruatge, els expliquen a les noies que anar caminant al restaurant mostra que són elegants ("Elegance"). Al Harmonia Gardens Restaurant, Rudolph, el cap dels cambrers, fa que el servei dels seus cambrers sigui el doble d'eficient del que és habitual, davant el retorn promès de Dolly ("The Waiters' Gallop"). Horace arriba amb la seva cita, però ella ni és tant rica o elegant com Dolly havia dit; i avorrida d'Horace, marxa aviat, tal com Dolly havia planejat.
Cornelius, Barnaby, Irene i Minnie arriben al restaurant, sense saber que Horace també hi és. Irene i Minnie estan excitades per l'elegància de lloc i decideixen demanar el més car del menú. Temerosos de ser descoberts, Cornelius i Barnaby estan cada cop més nerviosos i s'adonen que els queda poc més que un dòlar. Dolly fa la seva entrada triomfant a l'Harmonia Gardens, sent rebuda per tots els empleats del restaurant ("Hello, Dolly!"). Seu al seient buit que hi ha a la taula d'Horace i comença a fer un llarg i car sopar, dient a un exasperat Horace que no importa el que ell digui, però que ella no es casarà amb ell. Barnaby i Horace criden cambrers al mateix temps, i en la confusió que segueix a tots dos els cau la cartera i sense adonar-se'n agafen la de l'altre. Barnaby està encantat perquè ara podran pagar la factura del restaurant, mentre que Horace descobreix que només té unes poques monedes. Barnaby ii Cornelius s'adonen que la cartera ha de ser d'Horace. Cornelius, Irene, Barnaby i Minnie intenten marxar del restaurant durant el concurs de ball ("The Polka Contest"), però Horace els reconeix i també veu que estan Ermengarde i Ambrose. El vativull que segueix culmina amb tots a comissaria.
Cornelius i Barnaby confessen que no tenen diners i que mai no havien estat abans a Nova York. Cornelius declara que encara que hagués de cavar fossats tota la resta de la seva vida com a càstig, seria algú que una vegada havia gaudit d'un dia meravellós car havia conegut a Irene. Cornelius, Barnaby i Ambrose professen el seu amor per la seva companya ("It Only Takes A Moment"), i Dolly convenç al jutge que de l'única cosa que són culpables és d'haver-se enamorat. Tots són declarats innocents i queden lliures, però Horace és declarat culpable i ha de pagar els danys. Dolly torna a fer menció al matrimoni, i Horace li replica que no es casaria amb ella encara que fos la darrera dona al món. Dolly li diu adéu-siau ("So Long, Dearie"), dient-li que mentre que ell està trist i sol, ella viurà una gran vida.
L'endemà al matí, de tornada al magatzem de Yonkers, Cornelius i Irene, Barnaby i Minnie, i Ambrose i Ermengarde demanen a Horace el que és seu. Horace finalment admet que necessita a Dolly a la seva vida, però Dolly no està segura de casar-se fins que el seu marit li doni un senyal, i llavors Horace repeteix espontàniament una frase d'Ephram: els diners són com els fems. Només serveixen si s'escampen, fent créixer les coses. Finalment, Dolly li promet que no tornarà a marxar. ("Hello, Dolly" (reprise)).

## Cançons
| I Acte - Prologue (amb la tonada de Hello Dolly!) - (Call On Dolly) I Put My Hand In - Dolly i Conjunt - It Takes A Woman - Horace, Cornelius, Barnaby i Conjunt - Put On Your Sunday Clothes - Cornelius, Barnaby, Dolly, Ambrose, Ermengarde i Conjunt - Ribbons Down My Back - Irene - Motherhood March - Dolly, Irene, Minnie, Horace, Cornelius i Barnaby - Dancing - Dolly, Cornelius, Barnaby, Irene, Minnie i Dancers - Before the Parade Passes By - Dolly, Horace i la Companyia | II Acte - **Elegance - Cornelius, Barnaby, Irene, Minnie - The Waiters' Gallop - Rudolph i els Cambreres - Hello, Dolly! - Dolly, Rudolph, Cambrers i Cuiners - The Polka Contest (substituïda per "Come and Be My Butterfly") - instrumental - It Only Takes a Moment - Cornelius i Irene, Presoners i Policia - So Long, Dearie - Dolly - Hello, Dolly! (reprise) - Dolly i Horace - Finale - La Companyia |

(*) Nota: Les cançons "World, Take me Back" i "Love, Look in My Window", ambdues cantades per Dolly, van ser tallades abans de l'estrena, però hi tornaren a l'espectacle quan Ethel Merman interpretà a Dolly al final de la primera estada. "World Take Me Back" anava darrere de "It Takes A Woman", i va ser afegida després de "Dancing".
(**) Nota: La cançó "Elegance", encara que es consideri de Herman, va ser escrita per Bob Merril per a New Girl in Town (1957), però va ser retirada de la producció original.

## Produccions

### Producció original de Broadway
El musical, dirigit i coreografiat per Gower Champion, i produït per David Merrick, s'estrenà el 16 de gener de 964 al St. James Theatre, tancant el 27 de desembre de 1970, després de 2.844 funcions. Estava protagonitzada per Carol Channing, acompanyada de David Burns com Horace, Charles Nelson Reilly com Cornelius, Eileen Brennan com Irene, Jerry Dodge com Barnaby, Sondra Lee com Minnie Fay, Alice Playten com Ermengarde i Igors Gavon com Ambrose. Tot i que competia la Funny Girl de Barbra Streisand, Hello, Dolly! protagonitzà els Premis Tony d'aquell any, guanyant 10 de les 11 nominacions, un rècord que trigaria 37 anys a trencar-se, quan el 2001 The Producers va guanyar 12 premis. Quan Channing va abandonar l'espectacle, Merrick va anar contractant un ampli ventall d'estrelles per substituir-la, com Ginger Rogers, Martha Raye, Betty Grable, Pearl Bailey (en una versió completament formada per actors negres, també format per Cab Calloway i Ernestine Jackson) Phyllis Diller i Ethel Merman, per a la qual s'havia escrit la partitura del show. Dues cançons que van ser eliminades abans de l'estrena ("World, Take Me Back" i "Love, Look in My Window") van ser incloses. En la gira que seguí el personatge de Dolly va ser interpretat per actrius com Dorothy Lamour, Eve Arden, Michele Lee, Edie Adams o Yvonne De Carlo. Molly Picon aparegué com a Dolly a la producció del North Shore Music Theatre de Beverly, Massachusetts el 1971.
L'espectacle va rebre crítiques molt bones, especialment dirigides a Carol Channing. La producció es convertí en el musical de més llarga estada (i en el tercer espectacle de tota mena) de tota la història de Broadway, superant la marca que havia establert My Fair Lady, títol que superaria Fiddler on the Roof. La producció de Hello Dolly a Broadway ingressaria $27 milions. Tant Hello, Dolly com Fiddler on the roof mantindrien les seves marques durant 10 anys, fins que Grease els superà.

### Producció original de Londres
Hello, Dolly! s'estrenà al West End al Theatre Royal, Drury Lane el 2 de desembre de 1965, representant-se en 794 funcions. Dirigida i coreografiada per Champion, el repartiment estava protagonitzat per Mary Martin com Dolly i Loring Smith com Horace Vandergelder, amb Johnny Beecher com Barnaby, Garrett Lewis com Cornelius, Mark Alden com Ambrose Kemper i Marilynn Lovell com Irene Molloy. Dora Bryan substituí a Martin durant la producció.

### Revivals
El show ha gaudit de 4 revivals a Broadway:
- 6 de novembre – 28 de desembre de 1975: representada al Minskoff Theatre i protagonitzat per Pearl Bailey i Billy Daniels, en la primera producció completament formada per actors negres (42 funcions)
- 5 de març – 9 de juliol de 1978: representada al Lunt-Fontanne Theatre i de nou protagonitzada per Carol Channing (147 funcions)
- 19 d'octubre de 1995 – 28 de gener de 1996: representada al Lunt-Fontanne Theatre i de nou protagonitzada per Carol Channing (116 funcions)
- 20 d'abril de 2017 – 25 d'agost de 2018, Shubert Theatre – protagonitzat per Bette Midler i David Hyde Pierce.[15][16][17] (550 funcions). Serien rellevats per Bernadette Peters i Victor Garber.[18]

Al West End londinenc també s'han produït 3 revivals:
- 1979 – Protagonitzada per Carol Channing al Theatre Royal, Drury Lane i al Shaftesbury Theatre.
- 3 de gener – 27 de gener de 1984: protagonitzada pel travesti Danny La Rue com a Dolly al Prince of Wales Theatre[19]
- 30 de juliol – 12 de setembre de 2009: protagonitzada per Samantha Spiro i Allan Corduner al. Samantha Spiro guanyà el *  Premi Laurence Olivier a Millor Actriu de Musical per la seva interpretació de Dolly.[20]

### Produccions Internacionals
- La producció original alemanya de Hello, Dolly! va modificar el cognom de la protagonista, passat de dir-se Dolly Levi a Dolly Vassiljewa. Va ser estrenada per Tatiana Ivanov.
- La primera producció en castellà va ser el 1967 al Teatro Nacional de Buenos Aires, protagonitzada per Libertad Lamarque, paper que també interpretaria a Mèxic.
- El 1996, Silvia Pinal la protagonitzà a Mèxic DF, amb Ignacio López Tarso com a Horatius. El títol de l'espectacle era ¿Qué tal, Dolly?
- El 2001 va estrenar-se a Madrid, en una versió dirigida per José Carlos Plaza, amb adaptació al castellà de Víctor Manuel[21] i protagonitzada per Concha Velasco i Pep Cruz com a Dolly i Horace, on va estar 5 mesos, iniciant a continuació una gira que la portaria al Teatre Novedades de Barcelona al febrer del 2002. Concha Velasco rebria el premi Fotogramas de Plata a la millor actriu de teatre per la seva interpretació de Dolly;[22] però Velasco confessaria posteriorment que, en exercir de productora, tot i l'èxit de públic, va quedar arruïnada.[21]

### Gires
- Mary Martin protagonitzà una gira pels Estats Units que començà a l'abril de 1965, representant-se a 11 ciutats. La producció també viatjà al Japó, Corea i Vietnam, on es realitzà una funció especial per a les tropes allà destinades.[23]
- El setembre del 1965 començà una segona gira pels Estats Units, protagonitzada per Channing i representant-se durant 2 anys i 9 mesos. Channing va ser substituïda per Eve Arden i Dorothy Lamour[24]
- El 2008, Anita Dobson va realitzar una gira pel Regne Unit.[25]

## Personatges i repartimentst
| Personatge           | Broadway (1964)       | West End (1965) | Pel·lícula (1969) | Broadway (1975)   | Broadway (1978)   | West End (1979) | West End (1983) | Broadway (1995)  | Paper Mill Playhouse (2006) | West End (2009)       | Broadway (2017)   | US National Tour (2018) |
| -------------------- | --------------------- | --------------- | ----------------- | ----------------- | ----------------- | --------------- | --------------- | ---------------- | --------------------------- | --------------------- | ----------------- | ----------------------- |
| Dolly Gallagher Levi | Carol Channing        | Mary Martin     | Barbra Streisand  | Pearl Bailey      | Carol Channing    | Carol Channing  | Danny La Rue    | Carol Channing   | Tovah Feldshuh              | Samantha Spiro        | Bette Midler      | Betty Buckley           |
| Horace Vandergelder  | David Burns           | Loring Smith    | Walter Matthau    | Billy Daniels     | Eddie Bracken     | Eddie Bracken   | Lionel Jeffries | Jay Garner       | Walter Charles              | Allan Corduner        | David Hyde Pierce | Lewis J. Stadlen        |
| Cornelius Hackl      | Charles Nelson Reilly | Garrett Lewis   | Michael Crawford  | Terrence Emanuel  | Lee Roy Reams     | Tudor Davies    | Michael Sadler  | Michael DeVries  | Jonathan Rayson             | Daniel Crossley       | Gavin Creel       | Nic Rouleau             |
| Barnaby Tucker       | Jerry Dodge           | Johnny Beecher  | Danny Lockin      | Grenoldo Frazier  | Robert Lydiard    | Richard Drabble | Mark Haddigan   | Cory English     | Brian Sears                 | Oliver Brenin         | Taylor Trensch    | Jess LeProtto           |
| Irene Molloy         | Eileen Brennan        | Marilynn Lovell | Marianne McAndrew | Mary Louise       | Florence Lacey    | Maureen Scott   | Lorna Dallas    | Florence Lacey   | Kate Baldwin                | Josefina Gabrielle    | Kate Baldwin      | Analisa Leaming         |
| Minnie Fay           | Sondra Lee            | Coco Ramirez    | E.J. Peaker       | Chip Fields       | Alexandra Korey   | Mandy More      | Pollyann Tanner | Lori Ann Mahl    | Jessica-Snow Wilson         | Akiya Henry           | Beanie Feldstein  | Kristen Hahn            |
| Ambrose Kemper       | Igors Gavon           | Mark Alden      | Tommy Tune        | Howard Porter     | Michael C. Booker |                 | David Ellen     | James Darrah     | Drew Gehling                | Mark Anderson         | Will Burton       | Garrett Hawe            |
| Ermengarde           | Alice Playten         | Beverlee Weir   | Joyce Ames        | Karen Hubbard     | K.T. Baumann      |                 | Sue Latimer     | Christine DeVito | Lauren Marcus               | Clare Louise Connolly | Melanie Moore     | Morgan Kirner           |
| Ernestina            | Mary Jo Catlett       | Judith Drake    | Judy Knaiz        | Bessye Ruth Scott | P.J. Nelson       |                 | Carol Kaye      | Monica M. Wemitt | Anna McNeely                |                       | Jennifer Simard   | Jessica Sheridan        |
| Rudolph              | David Hartman         | Robert Hocknell | David Hurst       | Jonathan Wynne    | John Anania       |                 | Jeremy Hawk     | Steve Pudenz     | William Solo                |                       | Kevin Ligon       | Wally Dunn              |

## Premis i nominacions

### Producció original de Broadway
| Any  | Premi                                              | Categoria                              | Nominat               | Resultat   |
| ---- | -------------------------------------------------- | -------------------------------------- | --------------------- | ---------- |
| 1964 | Premi del Cercle de Crítics de Teatre de Nova York | Millor Musical                         | Millor Musical        | GUANYADOR  |
| 1964 | Premi Tony                                         | Millor musical                         | Millor musical        | GUANYADOR  |
| 1964 | Premi Tony                                         | Millor llibret de musical              | Michael Stewart       | GUANYADOR  |
| 1964 | Premi Tony                                         | Millor actriu protagonista de musical  | Carol Channing        | GUANYADORA |
| 1964 | Premi Tony                                         | Millor actor de repartiment de musical | Charles Nelson Reilly | nominat    |
| 1964 | Premi Tony                                         | Millor banda sonora                    | Jerry Herman          | GUANYADOR  |
| 1964 | Premi Tony                                         | Millor productor d'un musical          | David Merrick         | GUANYADOR  |
| 1964 | Premi Tony                                         | Millor direcció de musical             | Gower Champion        | GUANYADOR  |
| 1964 | Premi Tony                                         | Millor coreografia                     | Gower Champion        | GUANYADOR  |
| 1964 | Premi Tony                                         | Millor director musical                | Shepard Coleman       | GUANYADOR  |
| 1964 | Premi Tony                                         | Millor escenografia                    | Oliver Smith          | GUANYADOR  |
| 1964 | Premi Tony                                         | Millor vestuari                        | Freddy Wittop         | GUANYADOR  |
| 1968 | Premi Tony                                         | Premi Especial                         | Pearl Bailey          | GUANYADOR  |
| 1970 | Premi Drama Desk                                   | Actuació Més Destacada                 | Ethel Merman          | GUANYADORA |

### Revival de Broadway de 1978
| Any  | Premi      | Categoria                            | Nominat       | Resultat |
| ---- | ---------- | ------------------------------------ | ------------- | -------- |
| 1978 | Premi Tony | Millor Actor Protagonista de Musical | Eddie Bracken | nominat  |

### Revival de Broadway de 1995
| Any  | Premi      | Categoria                 | Nominat                   | Resultat |
| ---- | ---------- | ------------------------- | ------------------------- | -------- |
| 1996 | Premi Tony | Millor Revival de Musical | Millor Revival de Musical | nominat  |

### Revival de l'Open Air Theatre 2009
| Any  | Premi                   | Categoria                | Nominat                | Resultat   |
| ---- | ----------------------- | ------------------------ | ---------------------- | ---------- |
| 2010 | Premi Laurence Olivier< | Millor Revival Musical   | Millor Revival Musical | GUANYADOR  |
| 2010 | Premi Laurence Olivier< | Millor Actriu de Musical | Samantha Spiro         | GUANYADORA |
| 2010 | Premi Laurence Olivier< | Millor Coreògrafia       | Stephen Mear           | GUANYADOR  |

## Enregistraments
El 1964 es publicà l'enregistrament del repartiment original de Broadway. El 1965 es publicà l'enregistrament de la producció londinenca. El 1967 es publicà l'enregistrament del repartiment negre de Broadway, protagonitzat per Pearl Bailey, qui també protagonitzà el revival de 1975. El 1969 es publicà la banda sonora de la pel·lícula. El 15 de novembre de 1994 es publicà l'enregistrament del revival de 1994.

## Influència cultural
- El 1964, la versió que Louis Armstrong va enregistrar de la cançó va arribar fins al número 1 de les llistes de vendes, fent que Armstrong, de 63 anys, fos la persona més vella que ho aconseguia. En el procés, Armstrong apartà als Beatles d'una 1a posició que havien ocupat durant 14 setmanes consecutives (amb 3 cançons diferents).
- Un enregistrament en francès de la cançó fet per Petula Clark entrà al Top Déu al Canadà i a França, i la versió en castellà, "¿Qué tal Dolly?", també va ser un èxit.
- A la pel·lícula de 1999 Dick, l'actor Dan Hedaya (interpretant a Richard Nixon) apareixia cantant la cançó del títol.
- El vestit de setí vermell, dissenyat per Freddy Wittopi que Channing lluïa al número Hello, Dolly! va ser donat a la Smithsonian Institution per la mateixa Channing i pel productor teatral Manny Kladitis, després del 30è aniversari de l'espectacle. S'exhibeix al Museu Nacional d'Història Americana.[52]